# St. Georg (Laimering)

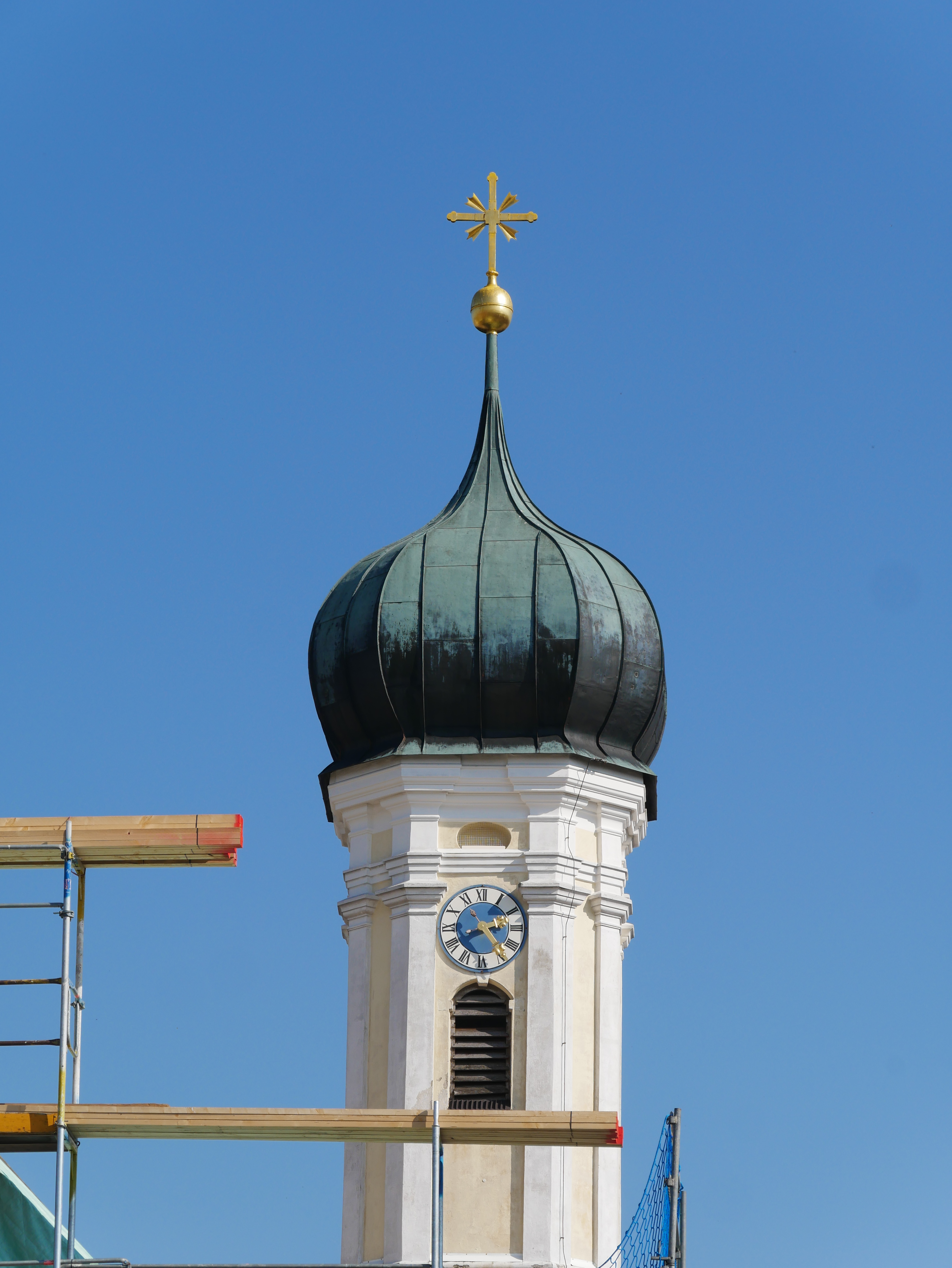
Kirchturmspitze von St. Georg

Die römisch-katholische Pfarrkirche St. Georg ist ein Baudenkmal in Laimering bei Dasing.

## Geschichte
Die Ursprünge der Pfarrei reichen vermutlich ins 12. Jahrhundert zurück. Seit 1455 sind die Pfarrer der Kirche namentlich bekannt. In einem Steuerbuch von 1671 wird erstmals das Patrozinium des heiligen Georg genannt. Der heutige Bau wurde im 18. Jahrhundert errichtet und die Kirche am 20. Juni 1790 geweiht. 1895 wurde die Kirche erweitert und im Nazarenerstil umgestaltet. Im Zuge weiterer Renovierungen 1971/72 wurden unter anderem die Sakristei und das Vorhaus neu errichtet. 2003/04 folgten weitere Renovierungen unter anderem der Orgel.

## Baubeschreibung
Bei St. Georg handelt es sich um einen durch Lisenen gegliederten Saalbau mit Flachtonne und einem eingezogenem, dreiseitig geschlossenen Chor. Der südliche Turm hat einen quadratischen, vermutlich noch spätmittelalterlichen Unterbau mit Oktogon und einer Zwiebelhaube.

## Ausstattung
Das Langhausfresko aus dem Jahre 1795 ist vermutlich von Joseph Mangold dem Älteren. Es zeigt die Versuchung und Verurteilung des heiligen Georg. In den Hohlkehlen finden sich Medaillons von musizierenden Engeln und vier Priesterbilder. Die barocken Altäre aus dem Anfang des 18. Jahrhunderts stammen aus der abgebrochenen Kirche St. Jakobus d. Ä. in Nordendorf. Das Gemälde im Hochaltar zeigt den Apostel Jakobus der Ältere mit der Stifterin. Vermutlich handelt es sich hierbei um Eva von Pappenheim († 1739). In den Seitenaltären ist links der Tod des heiligen Joseph und im Medaillon der heilige Sebastian und rechts die Glorie der heiligen Barbara mit dem heiligen Nepomuk im Medaillon dargestellt. Der Kreuzweg aus dem Jahre 1760 stammt von Johann Anton Schweinhuber. Die Bilder der 12 Apostel an der Westempore sind um 1790 entstanden. In der Rückwand des Langhauses ist eine Steinplatte mit den Namen aller Priester seit 1472 eingelassen. In der nördlichen Außenwand findet sich eine Ölberggruppe.